# Lovin' Whiskey
"Lovin' Whiskey" is een nummer van de Amerikaanse artiest Rory Block. Het nummer werd uitgebracht op haar album I've Got a Rock in My Sock uit 1986. In 1988 werd het nummer uitgebracht op single.

## Achtergrond
"Lovin' Whiskey" is geschreven en geproduceerd door Rory Block. Block raakte geïnspireerd om het nummer te schrijven door haar toenmalige geliefde, die verslaafd was aan alcohol. Hij was een onbetrouwbare man, die niet altijd de waarheid vertelde over waar hij zou zijn. Hij ontkende echter dat hij een drankprobleem had. Op een avond besloot Block dat zij hier genoeg van had en belde een hulplijn. De persoon aan de andere kant van de lijn vertelde haar dat zij hem niet zou kunnen redden, en als zij bij hem zou blijven, zij meegesleurd zou worden in zijn val - een regel die ook terugkomt in de tekst van het nummer. Hierop verliet zij haar vriend.
Het was niet de bedoeling van Block om een nummer over haar relatiebreuk te schrijven. De tekst van "Lovin' Whiskey" was oorspronkelijk een brief die zij aan haar ex-vriend schreef. Er was echter al een instrumentaal nummer opgenomen, en Block dacht bij zichzelf of de brief voor een goed nummer zou kunnen zorgen. Vervolgens zong zij de tekst uit de brief over deze instrumentale opname.
"Lovin' Whiskey" werd, twee jaar na de uitgave van het album I've Got a Rock in My Sock, door platenmaatschappij Munich Records eind 1988 in  Nederland en België onverwacht als single uitgebracht. De single diende als promotie van het verzamelalbum Best Blues and Originals.
In Nederland was de plaat op zondag 27 november 1988 de 252e Speciale Aanbieding bij de KRO op Radio 3 en werd een radiohit in de destijds twee hitlijsten op de nationale publieke popzender; de plaat behaalde de 17e positie in de Nederlandse Top 40 en de 18e positie in de Nationale Hitparade Top 100. De single behaalde uiteindelijk een gouden plaat.
Ook in België werd de plaat een radiohit en behaalde een 28e positie in zowel de voorloper van de Vlaamse Ultratop 50 als de Vlaamse Radio 2 Top 30.
In 2001 werd "Lovin' Whiskey" gecoverd door Anouk, die het op haar album Lost Tracks zette.

## Hitnoteringen

### Nederlandse Top 40
| Hitnotering: 24-12-1988 t/m 11-02-1989 | Hitnotering: 24-12-1988 t/m 11-02-1989 | Hitnotering: 24-12-1988 t/m 11-02-1989 | Hitnotering: 24-12-1988 t/m 11-02-1989 | Hitnotering: 24-12-1988 t/m 11-02-1989 | Hitnotering: 24-12-1988 t/m 11-02-1989 | Hitnotering: 24-12-1988 t/m 11-02-1989 | Hitnotering: 24-12-1988 t/m 11-02-1989 | Hitnotering: 24-12-1988 t/m 11-02-1989 |
| Week                                   | 1                                      | 2                                      | 3                                      | 4                                      | 5                                      | 6                                      | 7                                      |                                        |
| -------------------------------------- | -------------------------------------- | -------------------------------------- | -------------------------------------- | -------------------------------------- | -------------------------------------- | -------------------------------------- | -------------------------------------- | -------------------------------------- |
| Nummer                                 | 36                                     | 23                                     | 20                                     | 17                                     | 17                                     | 24                                     | 32                                     | uit                                    |

### Nationale Hitparade Top 100
| Hitnotering: 17-12-1988 t/m 04-03-1989 | Hitnotering: 17-12-1988 t/m 04-03-1989 | Hitnotering: 17-12-1988 t/m 04-03-1989 | Hitnotering: 17-12-1988 t/m 04-03-1989 | Hitnotering: 17-12-1988 t/m 04-03-1989 | Hitnotering: 17-12-1988 t/m 04-03-1989 | Hitnotering: 17-12-1988 t/m 04-03-1989 | Hitnotering: 17-12-1988 t/m 04-03-1989 | Hitnotering: 17-12-1988 t/m 04-03-1989 | Hitnotering: 17-12-1988 t/m 04-03-1989 | Hitnotering: 17-12-1988 t/m 04-03-1989 | Hitnotering: 17-12-1988 t/m 04-03-1989 | Hitnotering: 17-12-1988 t/m 04-03-1989 |
| Week                                   | 1                                      | 2                                      | 3                                      | 4                                      | 5                                      | 6                                      | 7                                      | 8                                      | 9                                      | 10                                     | 11                                     |                                        |
| -------------------------------------- | -------------------------------------- | -------------------------------------- | -------------------------------------- | -------------------------------------- | -------------------------------------- | -------------------------------------- | -------------------------------------- | -------------------------------------- | -------------------------------------- | -------------------------------------- | -------------------------------------- | -------------------------------------- |
| Nummer                                 | 97                                     | 63                                     | 27                                     | 20                                     | 18                                     | 24                                     | 36                                     | 47                                     | 60                                     | 76                                     | 96                                     | uit                                    |

### NPO Radio 2 Top 2000
| Nummer met noteringen in de NPO Radio 2 Top 2000 | '99  | '00 | '01  | '02  | '03  | '04  | '05  | '06  | '07  | '08  | '09  | '10  | '11  | '12  |
| ------------------------------------------------ | ---- | --- | ---- | ---- | ---- | ---- | ---- | ---- | ---- | ---- | ---- | ---- | ---- | ---- |
| Lovin' Whiskey                                   | 1172 | -   | 1818 | 1447 | 1831 | 1818 | 1700 | 1491 | 1930 | 1689 | 1956 | 1910 | 1723 | 1873 |

1. ↑  Een '-' betekent dat het nummer niet was genoteerd en een vetgedrukt getal geeft de hoogste notering aan.
2. ↑  Deze tabel is bijgewerkt tot en met de laatste editie (2024).